# Karma a buddhizmusban
A karma (szanszkrit, vagy karman, páli: kamma) szanszkrit fogalom, melynek szó szerinti jelentése „cselekedet” vagy „tett”. A szanszkrit karmaphala (tibeti: rgyu 'bras) a karma „gyümölcse”, „hatás” vagy „eredmény”. A karmavipaka egy hasonló kifejezés, a karma „érése” vagy „főzése”.
A buddhista hagyományokban a karma az akaratlagosan, szándékosan elkövetett szóbeli, fizikális, vagy gondolat általi cselekedetekre (csétana) vonatkozik, amelynek a jövőben következményei vannak. Ezeket a szándékokat meghatározó tényezőnek tekintik a lét körforgatagában (szanszára) történő újraszületésekben.
A karma koncepciója talán kevésbé volt jelentős a korai buddhizmusban és később különböző értelmezések alakultak ki. A buddhista filozófia egyik fő problémája az, miképp lehetséges a karma és az újjászületés, ha egyszer nincs én, aki újjászülethetne, és hogyan raktározódnak az idő múlásával a tudatban (tudatalattiban) a karma nyomai, illetve „magvai”.

## Akarmabuddhista értelmezése

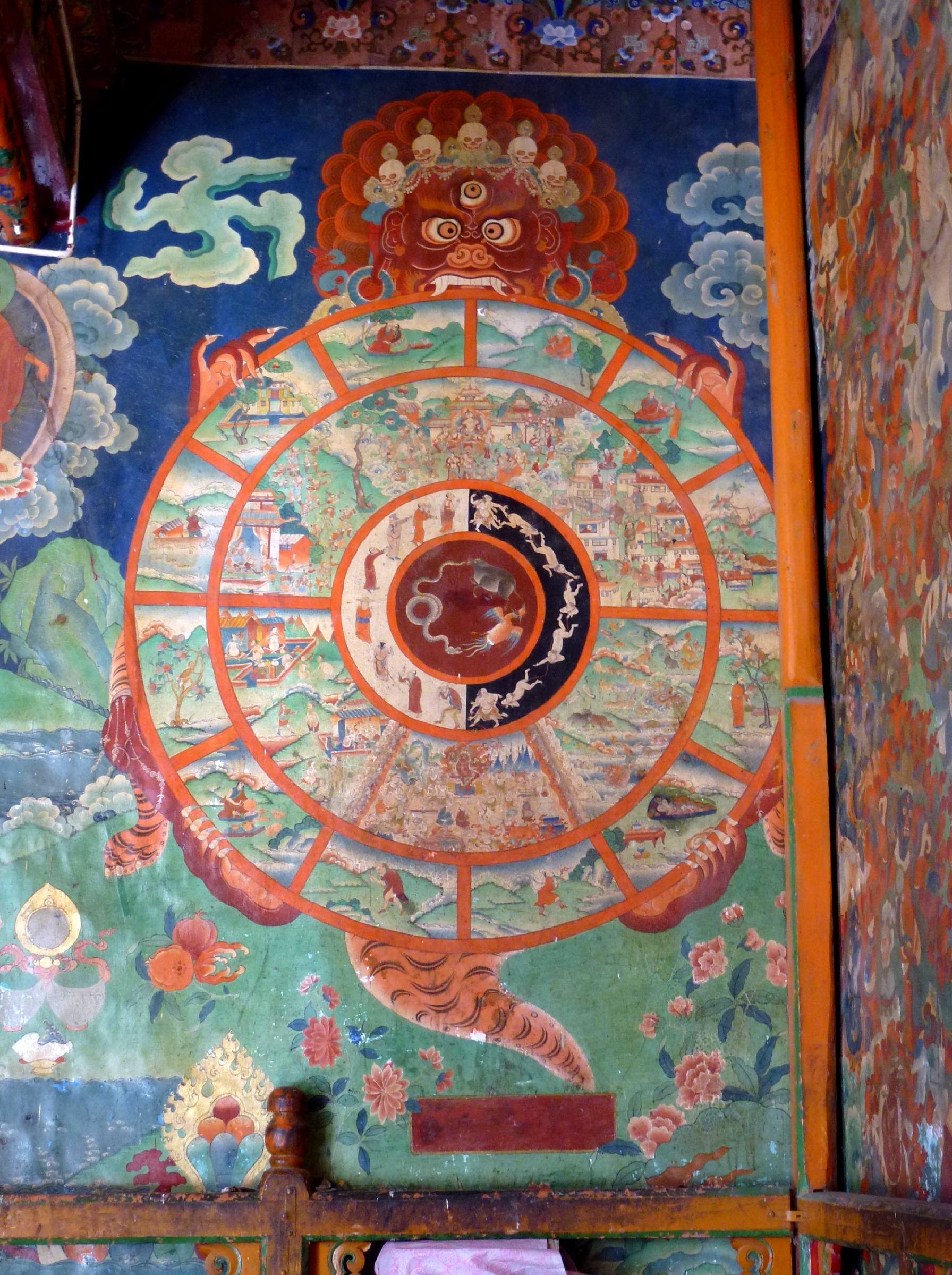
Tibeti bhavacsakra avagy „létkerék” a Szera kolostorban, Lhásza.

A karma és a karmaphala alapvető fontosságú buddhista koncepciók. Segítenek megérteni, hogy az akaratlagos tetteink miatt születünk mindig újra a szanszárában, míg a buddhista ösvény, a nemes nyolcrétű ösvény megmutatja a kiutat ebből a folytonos körforgásból.

### Újraszületés
Az újraszületés, általános hit – a buddhizmus szerint tapasztalat – a buddhista hagyományokban. Eszerint a lények mindig a hat birodalom valamelyikében születnek újra a egymást követő körforgásként, amelynek okozója a tévelygés (avidja), a vágy (trisna) és a gyűlölet (dvésa). A születések körforgását nevezik úgy, hogy szanszára. Ez egy kezdet és vég nélküli folyamat. A szanszárából való kiszabadulás lehetséges a buddhista ösvényen keresztül, amellyel megszüntethető a nem-tudás, és lecsillapítható a vágy és a gyűlölet. Ezáltal megszűnik a folytonos újjászületések folyamata.

### Karma
Az újjászületések körforgását a karma határozza meg, szó szerint: „cselekedet”. következményének tekintették, és feltehetően a karma törvényének kevesebb fontosságot tulajdonítottak. A buddhista terminológiában a karma az akaratlagos cselekedetekre (csátana) vonatkozik, amelyek verbálisan, fizikálisan vagy mentálisan történhetnek; valamint a karma nem jelöli a karma következményét, ezt a karma gyümölcsének vagy eredményének nevezik (kamma-phala, kamma-vipáka).

### Karmaphala
A karmának következményei vannak a jövőben. Ez a karma-phala, azaz „cselekedet gyümölcse”. Minden tettnek van következménye, de a karmikus következmények csak azok, amelyek egyrészt a tett morális minőségéből fakadnak, másrészt a cselekedet mögött meghúzódó motivációból.
A jó morális cselekedetek üdvös, a rosszak pedig alacsonyabb létbirodalmakban való újjászületést eredményeznek. A legfontosabb tényező az, hogy a cselekedet mennyiben járul hozzá mások jólétéhez, esetleg mennyi kárt okoz.
A különböző buddhista hagyományok nem mindig értenek egyet abban, hogy ezek az akaratlagos cselekedetek hogyan vezetnek újjászületéshez és abban, hogy az aniccsa (mulandóság) és az anatta (én-nélküliség) megértése, hogyan segíthet az újjászületések megállításában. A korai buddhizmusban nem létezett kidolgozott elmélet az újjászületésről és a karmáról. Az újjászületést a sóvárgás és a tévelygés eredményének tekintették.
A későbbi buddhizmusban az alap gondolat az, hogy a klésák („zavaró érzelmek”), a csétana („akarat”), és a tanha („szomj”, „sóvárgás”) irányításából származó szándékos cselekedetek okozzák a tudatban a benyomásokat, a tendenciákat illetve a „magvakat” (képletesen mint az „elültet egy gondolatot valaki fejében”). Ezek a benyomások, vagy „magvak” később beérnek és eredményük vagy gyümölcsük lesz. Ha valaki túljut a zavaró érzelmeken (klésák), akkor megtöri az oksági hatások láncát, amely a hat birodalomban történő újjászületéshez vezet. A függő keletkezés 12 oksági láncolata elméleti hátteret nyújt. Elmagyarázza, miképp vezetnek a zavaró érzelmek újjászületéshez.

### Összetett folyamat
Buddha karma-tanítása a dzsainizmussal ellentétben nem szigorúan determinisztikus, hanem abban a körülményeben rejlő tényezők is szerepet játszanak. Nem merev és mechanikus, hanem rugalmas, képlékeny és dinamikus folyamatról van szó. Nincs meghatározott, egyirányú kapcsolat egy bizonyos tett és a következménye között. Egy tett karmikus hatását nem kizárólag maga a tett határozza meg, hanem a személy természete is, aki azt elkövette és a körülmények is, amelyben az elkövetés történt.
A karma nem jelent „sorsot” vagy „végzetet”. 
A karmikus következmény nem egy isten vagy egy teljhatalmú lény által kinyilvánított „ítélet”, hanem természetes folyamatok eredménye. Az életben bizonyos élmények korábbi cselekedetek eredményei, azonban az erre való reakcióink nincsenek eleve elrendelve, még akkor sem, ha azoknak saját következményeik lesznek a jövőben. Igazságtalan cselekedetek kedvezőtlen körülményekhez vezethetnek, amelyek révén később könnyebb lesz újabb igazságtalan cselekedeteket elkövetni. Mindeközben a szabad akarat megmarad.

### Megszabadulás aszanszárából
A karma és gyümölcse tanítások igazi fontossága abban a felismerésben rejlik, hogy az egész folyamatot meg kell állítani. Az Acsintita-szutta figyelmeztet, hogy „a kamma következményei” a négy felfoghatatlan dolog közé tartozik, amelyeket nem lehet sem koncepciók által sem logika és érvelés révén megérteni.

## A páli szuttákban
A buddhista hagyomány szerint Buddha a megvilágosodáskor teljes belátást nyert a karma működésébe. Bronkhorst szerint viszont ezeket később adták a történethez, éppúgy, mint a „felszabadító belátás” fogalmát is.
Az Anguttara-nikája egyik szuttájában (AN 5.292) Buddha kijelenti, hogy senki sem kerülheti el a karmikus cselekedetek következményeit.
A karmikus következmények ebben (páli: dittadhammika) vagy a következő életben (páli: szamparájika) jönnek elő. Az előbbinél esetleg könnyebben megfigyelhető a kapcsolat cselekedet és a következménye között, például amikor egy tolvajt a hatóságok elkapnak és megkínoznak, azonban a kapcsolat nem feltétlenül egyértelmű és valójában nem érhető tetten.
A Szamjutta-nikája alapvető különbséget tesz elmúlt karma (páli: purānakamma, már megtörtént), és a jelenben létrejövő karma (páli: navakamma) között. A jelenben egyszerre keletkezik új karma és oltódik ki régi cselekedetek által keltett karma. A karma a korai kánonban háromrétű: mentális (szanszkrit: manaḥkarman), fizikai (szanszkrit: kájakarman) és verbális (szanszkrit: vákkarman).

### Nyomtatott források

#### Szutta-pitaka
- Bhikkhu Bodhi (ford). The Connected Discourses of the Buddha: A New Translation of the Samyutta Nikaya, Wisdom Publications, 2000, Boston, ISBN 0-86171-331-1
- Bhikkhu Nanamoli (ford.). The Middle Length Discourses of the Buddha: A New Translation of the Majjhima Nikaya, Wisdom Publications, 1995, Boston, ISBN 0-86171-072-X

#### Buddhista tanítások
- Bhikkhu Thanissaro. Wings to Awakening: Part I, Metta erdőkolostor, Valley Center, CA, 2010 [url=http://www.accesstoinsight.org/lib/authors/thanissaro/wings.pdf www.accesstoinsight – Wings to Awaikening]
- Dalai Láma. The Four Noble Truths (A négy nemes igazság), Thorsons, 1998
- Dōgen, Kigen. Shobogenzo: The Eye and Treasury of the True Law, Vol. 1 (ford.: Kosen Nishiyama és John Stevens), Daihokkaikaku Publishing Co., 1975, Szendai, Japán
- Dzong Jamyan Khyentse. Not for Happiness, A Guide to the So-Called Preliminary Practices, Shambala Publications, 2012, ISBN 978-1-61180-030-2
- Geshe Tashi Tsering. The Four Noble Truths: The Foundation of Buddhist Thought, 1. kötet, Wisdom, Kindle Edition, 2005
- Kalu Rinpocse. Luminous Mind: The Way of the Buddha, 1993, Wisdom, ISBN 0-86171-118-1
- Kamenetz, Rodger. Jew in the Lotus: A Poet's Re-Discovery of Jewish Identity in Buddhist India, 1995, HarperOne
- Khandro Rinpocse. This Precious Life, 2003, Shambhala
- Khenchen Konchog Gyaltshen. A Complete Guide to the Buddhist Path, 2009, Snow Lion
- Khenpo Ngawang Pelzang. A Guide to The Words of My Perfect Teacher, 2004, Shambhala Publications, ISBN 978-1-59030-073-2
- Lama Surya Das. Awakening the Buddha Within, 1997, Broadway Books, Kindle Edition
- Leif, Judith (szerk.). Introduction to 'The Truth of Suffering and the Path of Liberation, 2009, szerző: Chogyam Trungpa, Shambhala
- Mingyur Rinpoche. The Joy of Living: Unlocking the Secret and Science of Happiness, 2007, Harmony Kindle Edition
- Moffitt, Philip. Dancing with Life: Buddhist Insights for Finding Meaning and Joy in the Face of Suffering, 2008, Rodale, Kindle Edition
- P. A. Payutto. Good, Evil and Beyond: Kamma in the Buddha's Teaching (fejezet: Misunderstandings of The Law of Kamma), 1993 – www.buddhanet.net
- Patrul Rinpocse (2011). The Words of My Perfect Teacher, First University Press Edition, ISBN 978-0-300-16532-6
- Ringu Tulku (2012). Confusion Arises as Wisdom: Gampopa's Heart Advice on the Path of Mahamudra, Shambhala, Kindle Edition.
- Sonam Rinchen (2006). How Karma Works: The Twelve Links of Dependent Arising, Snow Lion
- Szögyal Rinpocse (2009). Tibeti könyv életről halálról, Sárközi Alice (ford.), Cartaphilus kiadó kft., ISBN 9789637448485
- Thupten Dzsinpa (2014). Mind Training: The Great Collection, Wisdom
- Thrangu Rinpocse (2001). The Twelve Links of Interdependent Origination, Snow Lion
- Thrangu Rinpocse (2012). Pointing Out The Dharmakaya: Teachings On The Ninth Karmapa's Text, Nama Buddha
- Traleg Kyabgon (2001). The Essence of Buddhism, Shambhala
- Walpola Rahula (2007). What the Buddha Taught, Grove Press
- Zopa Rinpocse, Lama Thubten – Becoming Vajrasattva: the tantric path of purification, 2004, Wisdom Publications, ISBN 0-86171-389-3

#### Tudományos források
- Akizuki, Ryōmin (1990). New Mahāyāna: Buddhism for a Post-modern World, Jain Publishing Company
- Bronkhorst, Johannes (1998). Did the Buddha Believe in Karma and Rebirth? – Buddhista Tanulmányok Nemzetközi Szövetségének folyóirata, 21 (1), 1-20 – www.journals.ub.uni-heidelberg.de
- Conze, Edward (1967). Thirty years of Buddhis Studies – Edward Conze válogatott esszéi, Bruno Cassirer –  Archiválva 2023. május 19-i dátummal a Wayback Machine-ben
- Dargyay, Lobsang (1986). Karma and Rebirth: Post Classical Developments, fejezet: Tsong-Kha-Pa's Concept of Karma, State University of New York Press, ISBN 0-87395-990-6
- Gethin, Rupert (1998). Foundations of Buddhism, Oxford University Press
- Huntington, John C. és Bangdel, Dina (2003). The Circle of Bliss: Buddhist Meditational Art, Serindia
- Kalupahana, David (1975). Causality: The Central Philosophy of Buddhism, University of Hawaii Press
- Kopf, Gereon (2001). Beyond Personal Identity: Dōgen, Nishida, and a Phenomenology of No-self, Psychology Press
- Lamotte, Etienne (1988). History of Indian Buddhism, Publications de l'Institut Orientaliste de Louvain
- Lindtner, Christian (1999). From Brahmanism to Buddhism, Asian Philosophy, 9. év, 1. szám
- McDermott, James Paul (1975). The Kathāvatthu Kamma Debates, az Amerikai Keleti Társaság folyóirata, 95. év, 3. szám, 1975. július-szeptember
- McDermott, James Paul (1984). Development in the Early Buddhist Concept of Kamma/Karma, Munshiram Manoharlal, ISBN 81-215-0208-X
- Padma, Sree (2009). Buddhism in the Krishna River Valley of Andhra, State University of New York Press
- Reat, N. Ross (1998). The Salistamba Sutra, Motilal Banarsidass
- Rhys Davids, Caroline Augusta (2007). Buddhism, Davids Press
- Vetter, Tillman (1987). Earliest Buddhism and Madhyamaka (fejezet: Some remarks on older parts of the Suttanipiita, BRILL
- Waldron, William S. (2003). The Buddhist Unconscious: The Alaya-vijñana in the context of Indian Buddhist Thought, Routledge

### Internetes források
1. 1 2  Thubten Chodron (1993). The Twelve Links – Part 2 of 5 (PDF)
2. 1 2  John Bowker (1997), Karma, The Concise Oxford Dictionary of World Religions
3. ↑  Basic Questions on Karma and Rebirth, Berzin
4. ↑  accesstoinsight, Acintita Sutta: Unconjecturable, Anguttara Nikaya 4.77
5. ↑  accesstoinsight, Aggivacchagotta Sutta: To Vacchagotta on Fire, ford: Thanissaro Bhikkhu. [2015. február 6-i dátummal az eredetiből archiválva]. (Hozzáférés: 2015. február 4.)

#### Magyarul
- Dharmaraksita: A buddhista karma tana. Az Éles Kerék-Fegyver, tibetiül "theg-pa-csen-pö-lo-dzsong-cön-csa-kor-lo". A tudat képzése a Mahájána hagyomány szerint; közrem. Gese Ngavang Dargye; Farkas Lőrinc Imre, Bp., 2001
- Bevezetés a buddhista karma misztériumába. A Kőrösi Csoma Sándor Buddhista Egyetem jegyzete; Farkas Lőrinc Imre, Bp., 2004

Tudományos források
- Neufeldt, Ronald W. Karma and rebirth: Post-classical developments, 1986, SUNY
- Gananath Obeyesekere. Imagining karma: ethical transformation in Amerindian, Buddhist, and Greek rebirth, University of California Press, 2002, ISBN 978-0-520-23243-3
- Gethin, Rupert (1998). Foundations of Buddhism. Oxford: Oxford University Press. ISBN 0-19-289223-1.

Folyóiratok
- The Buddha's Bad Karma: A Problem in the History of Theravada Buddhism Jonathan S. Walters, Numen, 37. év, 1. szám (1990. június), 70–95. o.

Elsődleges források
- Dalai Láma (1992). The Meaning of Life (Az élet értelme), Jeffrey Hopkins (fordította és szerkesztette). Wisdom.
- Geshe Sonam Rinchen (2006). How Karma Works: The Twelve Links of Dependent Arising. Snow Lion
- Khandro Rinpocse (2003). This Precious Life. Shambala
- Ringu Tulku (2005). Daring Steps Toward Fearlessness: The Three Vehicles of Tibetan Buddhism. Snow Lion.